# لاهارپ (ایلینوی)
لاهارپ، ایلینوی (به انگلیسی: La Harpe, Illinois) یک شهر در ایالات متحده آمریکا با جمعیت ۱٬۳۸۵ نفر است که در ایلی‌نوی واقع شده‌است.